# Камель, Тарик
Тарик Мухаммед Камель Махмуд (араб. طارق محمد كامل محمود‎; 8 мая 1962 года, Каир, Египет — 10 октября 2019 года, Женева, Швейцария) — египетский инженер и государственный деятель, эксперт по глобальному управлению интернетом,  Министр связи и информационных технологий Египта (2004—2011).

## Биография
Тарик Камель родился 8 мая 1962 года в городе Каир. Получил степень бакалавра на факультете электротехники Каирского университета, а затем и степень магистра. В 1989—1992 годах учился на факультете электротехники и информационных технологий в Мюнхенском техническом университете и получил степень доктора наук.
В 1992 начал работать инженером в области развития сетей в Академии научных исследований и технологий, а затем младшим научным сотрудником в Научно-исследовательском институте электроники в Германии. Затем, вернувшись в Египет, он стал менеджером отдела коммуникаций и сетей в Центре поддержки информации и принятия решений при Кабинете министров Египта и получил степень профессора в Научно-исследовательский институт электроники. В период с 1992 по 1999 год он установил в Египте подключение к интернету, руководил внедрением коммерческих интернет-услуг в Египте и основал интернет-сообщество страны.
В 1999 году Тарик Камель был назначен старшим советником министра связи и информационных технологий Египта. С 2000 по 2004 год был членом правления Telecom Egypt.
С июля 2004 года по февраль 2011 года он занимал пост министра связи и информационных технологий Египта. Помимо своей министерской должности, Тарик Камель был председателем Национального органа регулирования телекоммуникаций, Агентства по развитию индустрии информационных технологий, Национального попечительского совета Института телекоммуникаций и Института информационных технологий.
Он также был членом Общество Интернета, а с 1999 по 2002 год был вице-президентом. Тарик является одним из основателей и членом совета AfriNIC. С 2004 по 2008 год он являлся председателем Исполнительного бюро Совета министров арабской электросвязи и информации и председателем министерской конференции по коммуникационным и информационным технологиям Африканского союза с 2006 по 2008 год. В знак признания его лидерства в сфере информационно-коммуникационных технологиях Министерство связи ЮАР назвало его в 2005 году «Главным министром информационных технологий в Африке». С апреля 2011 года по июль 2012 года он был членом совета директоров Национального органа регулирования электросвязи Египта.
В августе 2012 года Тарик Камель был назначен старшим советником президента ICANN. Он стал первым, кто получил столь высокую должность из развивающихся стран мира. Тарик возглавлял группу по взаимодействию ICANN с правительствами и министерствами разных стран.
Он скончался в больнице города Женева 10 октября 2019 года.

## Примечание
1. 1 2  وفاة طارق كامل وزير الاتصالات الأسبق — Аль-Ахрам, 2019.
2. ↑  H.E. Mr. Tarek Kamel — 2010.
3. ↑  Anonymous. H.E. Mr. Tarek Kamel (англ.). Internet Governance Forum (10 сентября 2010). Дата обращения: 13 февраля 2020. Архивировано 10 октября 2019 года.
4. 1 2  A Tribute to Tarek Kamel - ICANN. www.icann.org. Дата обращения: 13 февраля 2020. Архивировано 6 ноября 2019 года.
5. 1 2  ICANN. www.icann.org. Дата обращения: 13 февраля 2020. Архивировано 3 декабря 2019 года.
6. ↑  Al-Ahram Weekly | Egypt | Reshuffle postponed. web.archive.org (28 мая 2013). Дата обращения: 13 февраля 2020. Архивировано 28 мая 2013 года.
7. ↑  Tarek Kamel | Internet Society. web.archive.org (24 сентября 2015). Дата обращения: 13 февраля 2020. Архивировано 24 сентября 2015 года.